# 류리창

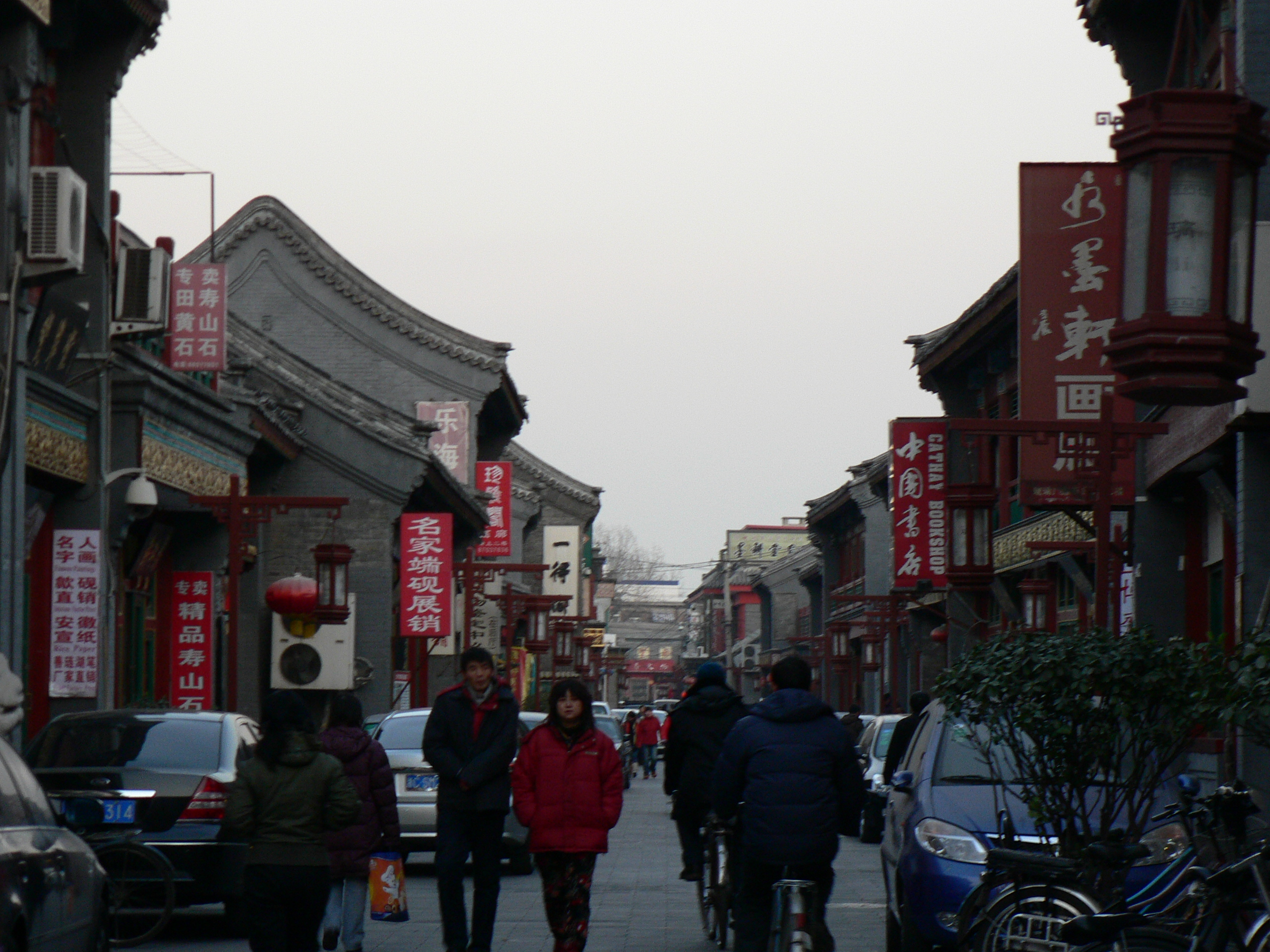

류리창(중국어: 琉璃厂, 琉璃廠)은 다양한 공예품, 미술품, 골동품을 판매하는 일련의 중국의 전통 벽돌집으로 유명한 베이징 다운타운의 구이다. 베이징의 전통적인 옛 구역들 가운데 한 곳이다.

## 역사
류리창이라는 이름은 명나라 시기로 거슬러 올라가며 당시 "류리창"이라는 이름의 유명한 색다로운 유약공장이 이 거리에서 생산을 진행하고 있었고 이 공장은 궁, 절, 그리고 고위관직의 거주지를 위한 유약 타일을 제조하였다.